# Ahmed Ben Bella
Ahmed Ben Bella (25. prosince 1916 v Marnii – 11. dubna 2012 v Alžíru) byl alžírský politik, voják a revolucionář. Byl prvním prezidentem nezávislého Alžírska, a to v letech 1963–1965.

## Život
Roku 1936 vstoupil do francouzské armády. V letech 1939–1940 byl fotbalistou klubu Olympique de Marseille. Za druhé světové války získal ve francouzské armádě válečný kříž, byl demobilizován po pádu Francie, ale vstoupil do marocké pěchotní divize, která se zapojila do bojů v Itálii. Bojoval v bitvě o Monte Casino, za niž získal od Charlese de Gaulla Médaille militaire. Po roce 1945 se v Alžírsku zapojil do polovojenské organizace Organisation spéciale, která zahájila boj proti francouzskému koloniálnímu panství a za nezávislost Alžíru. Z ní záhy vznikla Fronta národního osvobození (Front de Liberation Nationale – FNL), která posléze zahájila ozbrojené povstání (roku 1954). Roku 1951 byl Ben Bella za svou činnost uvězněn a odsouzen k osmi letům žaláře, brzy se mu však podařilo uprchnout a odjet do exilu v Egyptě a Tunisku. Jakmile vypuklo povstání, Ben Bella se stal jedním z členů Revolučního výboru jednoty a akce, který řídil FNL i průběh bojů.
Byl Francouzi zatčen roku 1956, když bylo uneseno jeho letadlo. Po této kontroverzní akci vznikly rozpory uvnitř francouzské Socialistické strany, která byla v té době u moci (kabinet Guy Molleta, po zatčení rezignoval sekretář pro zahraniční věci Alain Savarin). Ještě ve vězení byl zvolen místopředsedou Alžírské prozatímní vlády. Dosáhl též velké podpory egyptského prezidenta Gamála Násira, sám se v té době označoval za násiristu. Silně ho podporoval rovněž Pákistán, který mu udělil pas, na nějž po propuštění cestoval po světě. Roku 1962 revoluce zvítězila a Alžírsko získalo nezávislost. Ben Bella se stal rychle nejpopulárnější osobností FNL a stal se premiérem země. Roku 1963 získal i funkci prezidenta. Úspěšně odrazil marockou invazi a zahájil rozsáhlou pozemkovou reformu, kdy velké množství půdy bylo rozdáno bezzemkům. Jeho socialistická rétorika mu získala přízeň Sovětského svazu. Díky svým autokratickým tendencím si však rychle znepřátelil řadu lidí uvnitř FNL. Roku 1965 byl proto Ben Bella svržen svým blízkým spolupracovníkem Houari Boumedienem, který ho umístil do domácího vězení, v němž byl až do roku 1980.